# نام‌های ژاپن
کلمه ژاپن یک اسم مستعار است و توسط بسیاری از زبان‌ها (به یک شکل یا شکل دیگر) استفاده می‌شود. نام‌های ژاپنی ژاپن Nippon () و نیهون () است. هر دو به زبان ژاپنی با استفاده از کانجی日本 نوشته شده‌است.
قبل از ورود رسمی نیهون، ژاپن در چین به عنوان Wa (倭) یا Wakoku (倭國) شناخته می‌شد. این نام برای اولین بار در دوره سه پادشاهی قرن سوم استفاده شده‌است و می‌تواند به عنوان "dwarf" یا "submissive" نیز ترجمه شود. کاتبان ژاپنی با مفهوم توهین‌آمیز آن مشکل پیدا کردند و نام اصلی ژاپن، یاماتو، شخصیت Wa با همخوان 和 ("صلح آمیز، هماهنگ") جایگزین شد.
. وا和اغلب با 大 ("به معنی عالی") برای تشکیل نام 大和، ترکیب شد که به عنوان یاماتو خوانده می‌شود. اولین ثبت 日本 در کتاب قدیمی چینی تنگ وجود دارد، که به تغییر در سال ۷۰۳ هنگامی که نمایندگان ژاپن درخواست تغییر نام آن را می‌دهند اشاره دارد. اعتقاد بر این است که تغییر نام در داخل ژاپن زمانی بین ۶۶۵ تا ۷۰۳ اتفاق افتاده‌است. در دوره هی‌آن، 大和به تدریج با جایگزین شد日本، که ابتدا با خواندن چینی Nippon و بعداً به عنوان Nihon تلفظ شد، که بازتابی از تغییرات واج‌شناسی در ژاپنی مدرن اولیه است.

## تاریخ

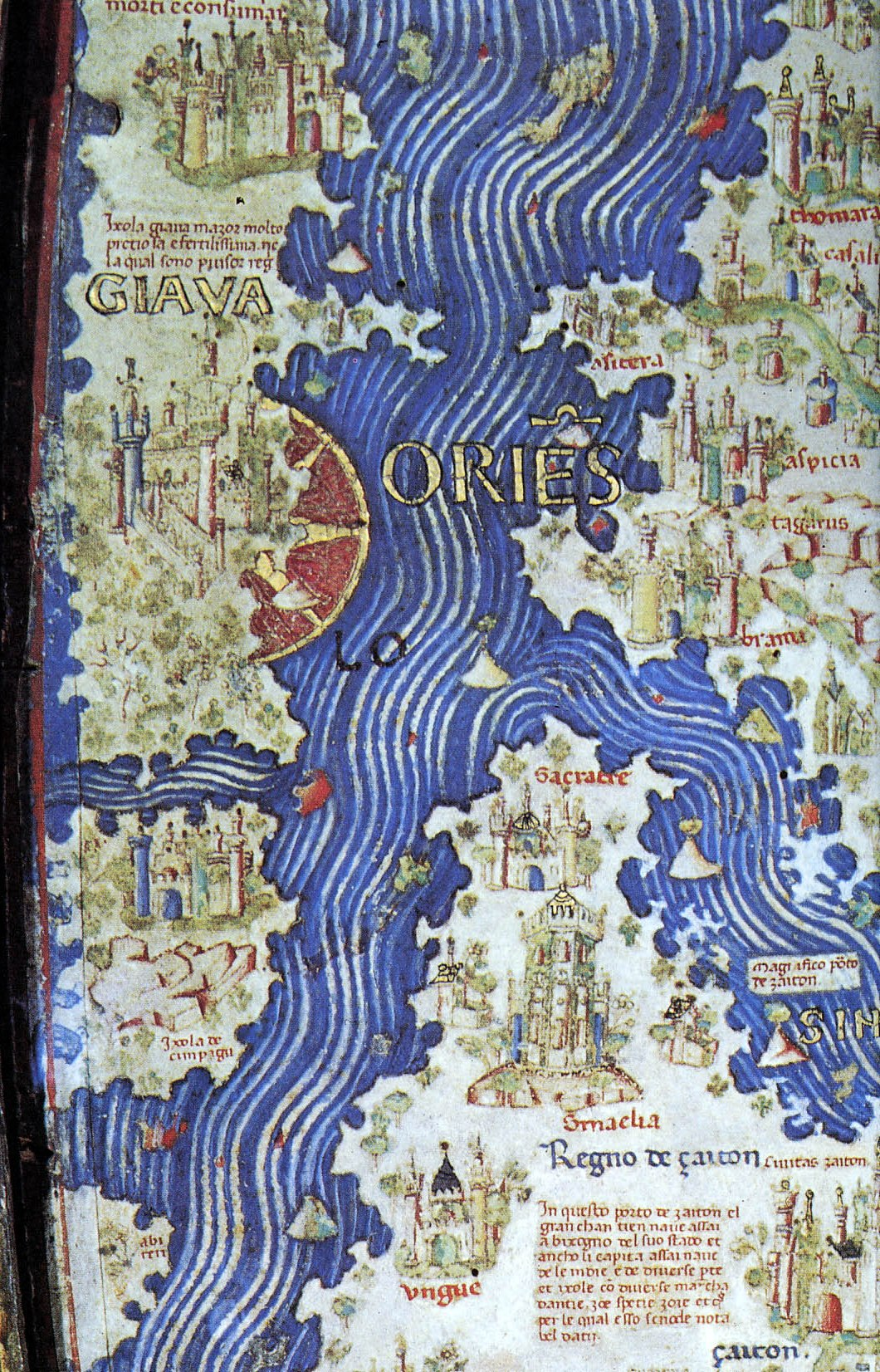
سیپانگو (با عنوان ixola de cimpagu در مرکز چپ) در نقشه 1453 Fra Mauro، اولین تصویر غربی شناخته شده از جزیره.

نیپون و نیهون هر دو به معنای واقعی کلمه به معنی «منشأ خورشید» هستند، یعنی جایی که خورشید منشأ می‌گیرد، و غالباً به سرزمین طلوع خورشید ترجمه می‌شوند. این نامگذاری از مکاتبات امپراتوری با سلسله چینی دودمان سوئی گرفته شده و به موقعیت شرقی ژاپن نسبت به چین اشاره دارد. ژاپن قبل از ورود رسمی نیهون Wa (倭) یا Wakoku (倭国) شناخته می‌شد. وا نامی بود که در اوایل چین به گروه قومی ای گفته می‌شد که در زمان سه پادشاهی در ژاپن زندگی می‌کردند.
اگرچه ریشه‌های ریشه‌شناسی "Wa" همچنان نامشخص است، اما متون تاریخی چینی قوم باستانی ساکن در مجمع الجزایر ژاپن (شاید کیوشو) را ثبت کردند که چیزی شبیه * ˀWâ یا * ˀWər 倭 است.
کلمه انگلیسی ژاپن از مسیرهای تجاری اولیه به غرب آمد. کلمه اولیه چینی ماندارین یا احتمالاً چینی وو برای ژاپن توسط مارکو پولو به عنوان سیپانگو ثبت شد. در تایشانی مدرن (زبانی در زیر گروه چینی یوئی)، 日本 به عنوان Ngìp Bāwn [ŋip˦˨ bɔn˥] تلفظ می‌شود، که تقریباً یکسان با Nippon به نظر می‌رسد. واژه‌های مالایی و اندونزیایی Jepang , Jipang و Jepun از زبانهای چینی غیر ماندارین گرفته شده‌است، و این کلمه مالایی نخستین بار توسط بازرگانان پرتغالی در مالاکا در قرن شانزدهم آورده شده‌است. تصور می‌شود تاجران پرتغالی اولین کسانی هستند که این کلمه را به اروپا وارد کردند. اولین بار در سال ۱۵۷۷ با هجی Giapan به انگلیسی ضبط شد.
اگرچه Nippon یا Nihon هنوز هم مشهورترین نام ژاپن در داخل کشور هستند، اخیراً کلمات خارجی Japan و حتی Jipangu در ژاپنی بیشتر به منظور مارک تجاری خارجی استفاده می‌شود.

## تاریخی
مبلغین پرتغالی در اواخر قرن شانزدهم وارد ژاپن شدند. در طول یادگیری زبان ژاپنی، آنها چندین دستور زبان و فرهنگ لغت ژاپنی میانه ایجاد کردند. فرهنگ لغت Vocabvlario da Lingoa de Iapam 1603–1604 شامل دو مدخل برای ژاپن است: nifon و iippon. عنوان فرهنگ لغت (واژگان زبان ژاپن) نشان می‌دهد که کلمه پرتغالی ژاپن در آن زمان Iapam بوده‌است.